# Danny Harris
Daniel Lee Harris, detto Danny (Torrance, 7 settembre 1965), è un ex ostacolista statunitense.

## Palmarès

### Giochi olimpici
- 1 medaglia:
  - 1 argento (Los Angeles 1984 nei 400 m ostacoli)

### Mondiali
- 1 medaglia:
  - 1 argento (Roma 1987 nei 400 m ostacoli)